# 濯田镇
濯田镇是中国福建省龙岩市长汀县下辖的一个镇。

## 概述
濯田镇位于长汀西南部，东接319国道直通龙岩、厦门、永安，南连武平直达广东梅州，西邻四都，交通极其便利。全镇辖40个行政村，总人口5.3万余人，拥有耕地4.3万亩，属半山区，年平均温度18.6℃，年降雨总量1745.7毫米，气候温和，土地肥沃，雨量充沛，近亚热带海洋季风气候，适宜生长种植多种农作物和经济作物，尤其粮食是县主要产粮之大镇，万亩油菜示范片曾多次获省、地、县嘉奖，农副产品非常丰富，年外调大量的槟榔芋、地瓜粉、大薯、优质大米、花生油、菜油、茶油等农副产品。此外，还盛产红板糖、糖花酒、辣椒油、粉皮、粉丝、米粉等特产，素有“鱼米之乡”、“长汀的小江南”之美称。 

## 行政区划
濯田镇共辖40个行政村，分别是：
街上村、坝尾村、中坊村、上庙村、下洋村、巷头村、山田村、龙田村、横田村、安仁村、长高村、李湖村、丰口村、左拔村、长巫村、升平村、段上村、水头村、羊赤村、桐睦村、寨头村、刘坑村、东山村、湖头村、刘坑头村、塍背村、连湖村、陈屋村、露潭村、南安村、水口村、河东村、刘坊村、永巫村、梅迳村、长兰村、上塘村、美溪村、美西村、元当村。